# ساعة ينس أولسن العالمية

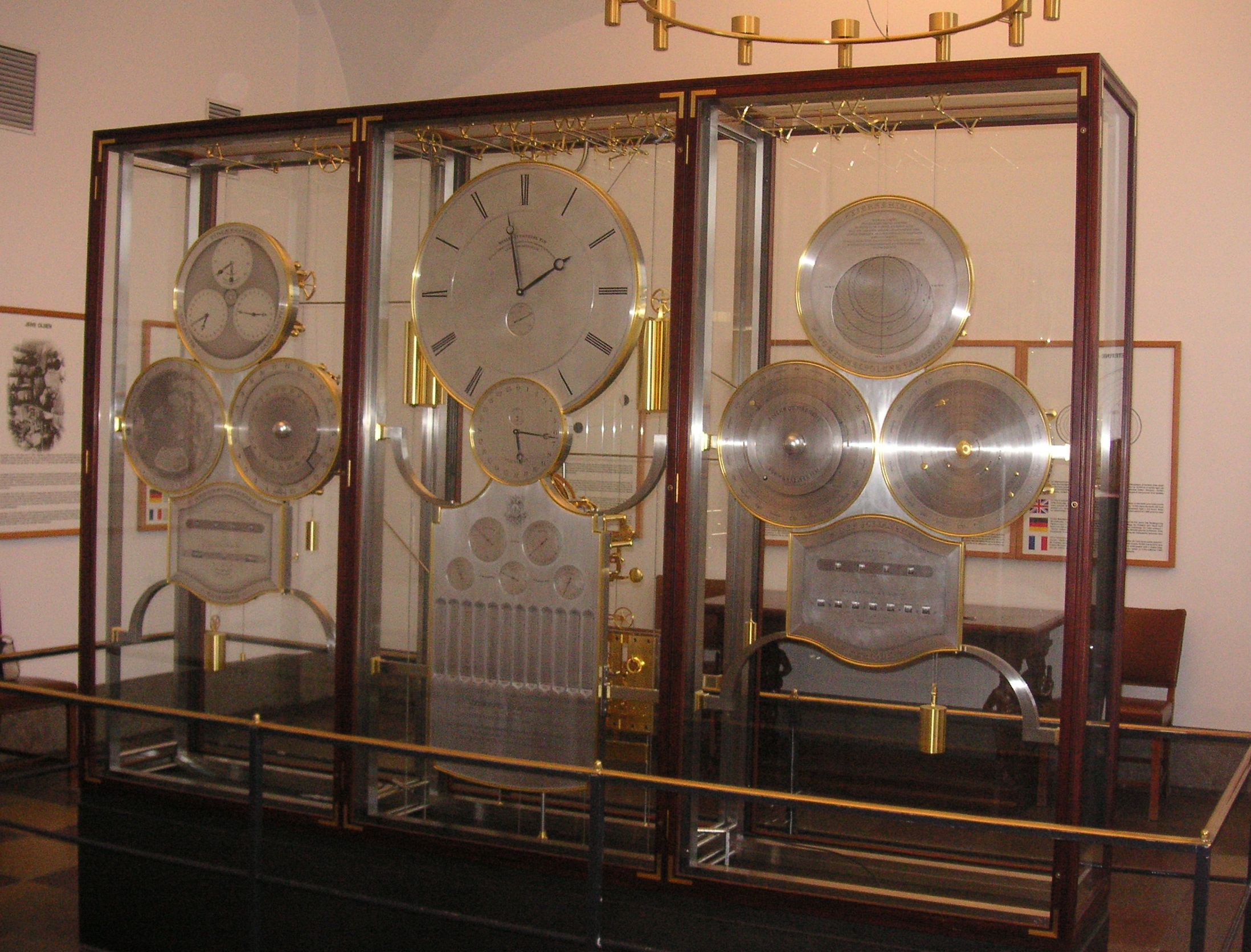
الوجه الأمامي لساعة ينس أولسن

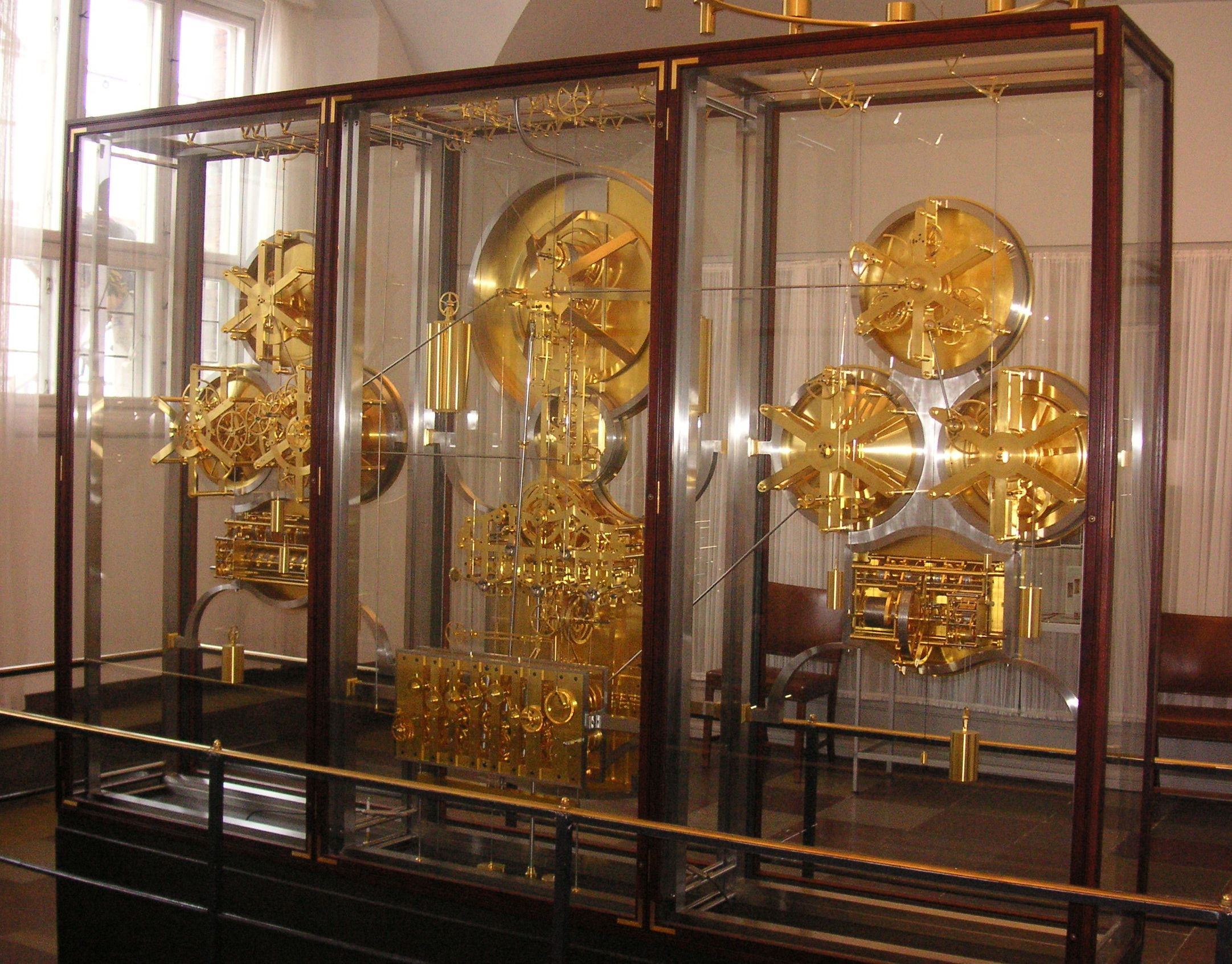
الوجه الخلفي لساعة ينس أولسن

ساعة ينس أولسن العالمية هي ساعة فلكية متقدمة تعرض في مقر بلدية كوبنهاجن. صُممت الساعة وأُعدت بواسطة ينس أولسن الذي كان ماهرًا في صناعة الأقفال، لكن بعد ذلك تعلم صناعة الساعات. وقد شارك أيضًا في بداية صناعة الساعة، لكنه مات في 1945 قبل اكتمال الساعة ب 10 سنوات.
تتكون الساعة من 12 حركة تتكون من 15,448 جزء. الساعة ميكانيكية ويجب أن تجرح مرة في الأسبوع. العروض في الساعة تتضمن الخسوف والكسوف ومواقع الجسام النجمية والتقويم الدائم بالإضافة إلى الوقت. يُكمل أسرع ترس يكمل كل 10 ثواني والأبطأ يكمل دورة كل 25,753 سنة. كانت تُحسب حسابات الساعة حتى عام 1928 بعد أن أصبحت تحت إشراف أستاذ الفلك إليس سترومجرين. كانت تتم رسومات الساعة بين عامي 1934 و1936 بينما كان الإنتاج الفعلي للساعة بين عامي 1943 حتي 1955. بدأت الساعة في 15 ديسمبر من العام 1955 بواسطة الملك فريدريك التاسع و بريجيت (الحفيد الأصغر لينس أولسن).